# 趙朔
趙朔（？—前597年），又稱趙莊子，春秋時期晉國大夫。大夫趙衰之孫、趙盾之子，妻為晉成公之女。

## 晋卿
晋灵公十四年（前607年），趙盾將趙氏公族大夫之位讓給趙姬之子趙括（即屏括）。但是赵朔作为赵盾嫡传的身份并没有改变，晋成公六年（前601年）赵盾死后，趙朔很快便成為卿。晉國大夫胥克有蠱疾，郤缺主理政務。其後，廢胥克，使趙朔為下軍副帥，赵括、赵同只担任大夫。
晉景公三年（前597年），荀林父任中軍元帥，執掌國政，率師與楚進行邲之戰，即泌城（今河南滎陽東北）之戰。荀林父將中軍，先縠為副；士會將上軍，郤克為副；趙朔將下軍，欒書為副；韓厥、鞏朔等随军作战。

## 《史记·赵世家》记载的赵家灭族
及至於晉景公封屠岸賈為司寇後，他便遍告諸將控訴趙盾應為晋靈公之死負責。韓厥反對，但屠岸賈不聽。韓厥通知趙朔逃亡，但趙朔不肯卻要求韓厥保趙氏不絕祀，韓厥許下承諾，便稱疾不出。屠岸賈不去請示君主而擅自與諸將攻入趙氏的下宮，殺趙朔。大宗趙括和另两支小宗趙同、趙嬰齊也相偕参与了对赵朔这支小宗的屠杀，滅了趙朔一族，是為『下宮之難』。
其遺腹子趙武在十五年後，即晋景公十七年（前583年）得到韓厥之助，成功恢復趙氏的聲名，更攻打屠岸賈，滅其一族。再收回以前屬於趙氏的田邑。

## 《左传》不同的記載
《左传》上并无屠岸贾其人，造就赵孤的元凶是赵武的母亲、赵朔的遗孀莊姬。莊姬与趙朔的叔叔赵婴私通，赵婴被赵同、赵括驱逐到了齐国。前583年，下宫之难，趙莊姬、栾氏（栾书）、郤氏（郤錡）诬陷赵同、赵括谋反，赵同、赵括被害，当时赵朔已经病逝。韩厥为了报答赵盾之恩，向晋景公推荐趙莊姬与赵朔的儿子赵武承袭赵氏家族。
《左传》与《史记·赵世家》的不同点：
1. 赵朔、赵婴没有被杀。
2. 趙莊姬不是受害者，而是加害者。
3. 没有赵氏孤儿最核心的关于屠岸贾、程婴、公孙杵臼的故事。

《史记·赵世家》是根据战国时期赵国的史料写成，古今很多学者认为这些史料不真实，是赵国君王避讳祖先的污点，《左传》的记载才能反映事情的真相。一个旁证是赵同、赵括在前597年—前583年之间都有活动的记载，所以他们应该死于前583年，即《史记·赵世家》记载的赵武复仇之年。
由于对《史记·赵世家》的句读判断错误，导致后人误以为史记记载与《左传》有严重冲突，事实上，孟世平《“下宫之难”发生原因新探》一文非常清楚的分析了下宫之难，很难再有质疑的余地。前597年之后，赵朔再也未见于任何史料中，可见赵朔确实很可能死于前597年的下宫之难，此次政变赵括、赵同、赵婴齐也参与其中，句读当断为“贾不请而擅与诸将攻赵氏于下宫，杀赵朔。赵同、赵括、赵婴齐皆（偕），灭其族”。赵同、赵括、赵婴齐参加政变的原因是因为他们并未得到赵氏大宗应得的地位，尽管早在十年前就发生了赵盾还嫡事件，大宗理应为赵括，但赵盾死后，担任卿位的仍是赵盾之子赵朔，赵括、赵婴齐只能担任中军大夫，赵同只能担任下军大夫。所以为了夺取宗族领导权和晋国卿位，三人参与了屠灭赵朔一族的行动。中军将荀林父与上军将士会当然也是这次政变的主要操作者，即所谓与屠岸贾合作的“诸将”。他们以追究赵盾弑君为借口，族灭赵朔一族，但却并未追究已立为侧室，与赵盾关系不大的赵穿（真正執行弒君者）一族。十五年后，即前583年，晋景公又以赵庄姬的谗言为借口屠灭了赵括、赵同（赵婴齐一脉之前就已经被放于齐），这样一来，不算已立为“侧室”而与赵盾关系不大的赵穿（当时此族宗主为赵穿子赵旃）一族外，赵氏已经全部灭绝，于是晋景公让十五年前赵朔的遗腹子赵武担任赵氏大宗。

## 影視作品

### 電視劇
| 年份 | 名稱               | 主演   |
| ---- | ------------------ | ------ |
| 2013 | 趙氏孤兒案         | 姬他   |
| 2019 | 忠孝節義之萬古流芳 | 陳亞蘭 |

### 電影
| 年份 | 名稱     | 主演   |
| ---- | -------- | ------ |
| 2010 | 趙氏孤兒 | 趙文卓 |